# 大宮站 (京都府)

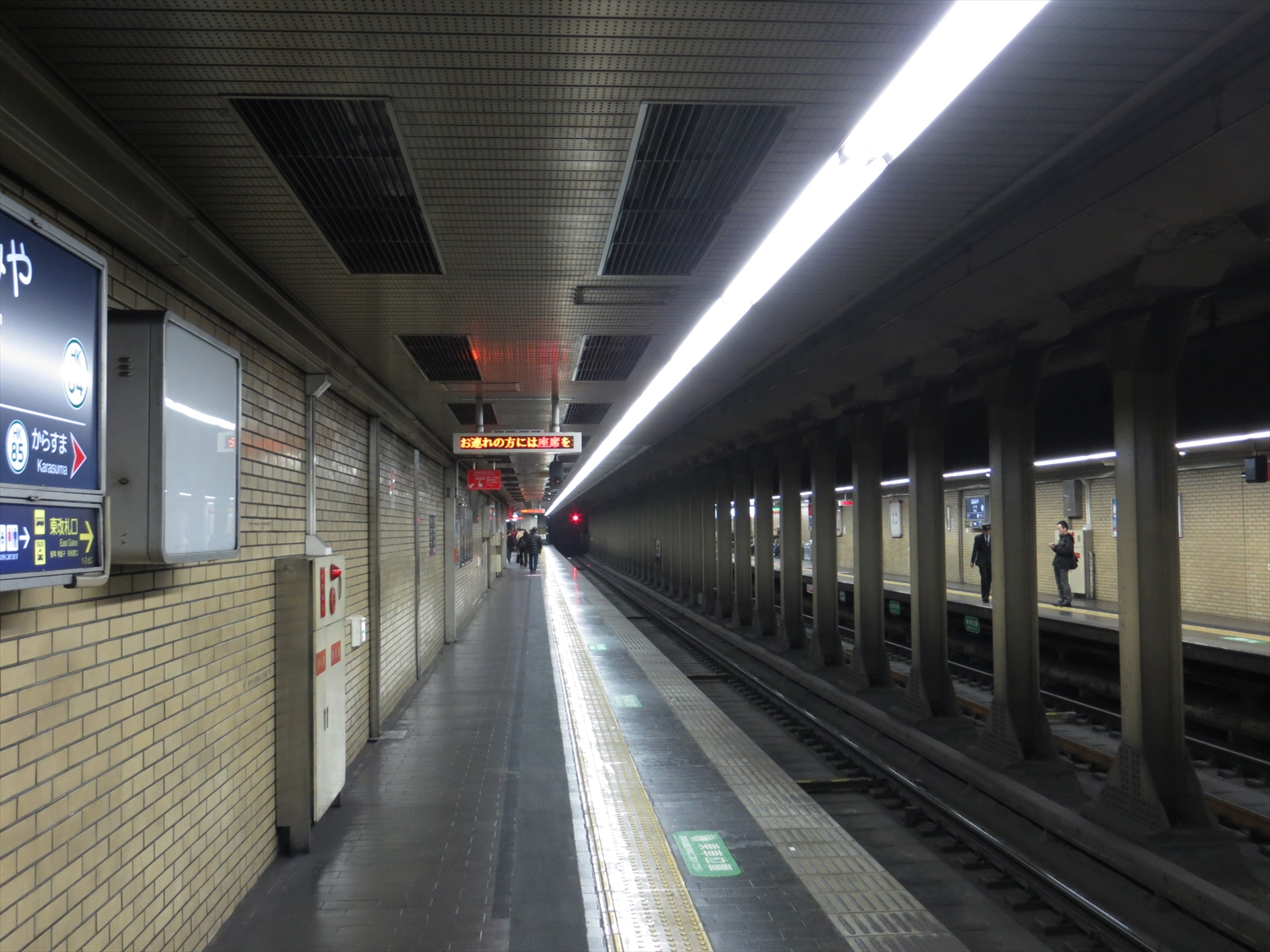
月台(2014年11月)

大宮站（日语：／ Ōmiya eki */?）是位於日本京都府京都市中京區四條通大宮西入錦大宮町，屬於阪急電鐵京都本線的鐵路車站。車站編號為HK-84。本站與京福電氣鐵道嵐山本線四條大宮站的站房隔著四條大宮交叉點，對該線而言是轉乘站。

## 歷史
- 1931年（昭和6年）3月31日：京阪電氣鐵道新京阪線從西院站延伸，本站作為該線的終點站開業，當時站名為京阪京都站[2]。
- 1943年（昭和18年）10月1日：公司與京阪神急行電鐵（現在的阪急電鐵），站名改為京都站（京阪神京都站）[2][3]。
- 1949年（昭和24年）12月1日：京阪神急行電鐵從京阪電氣鐵道分離。新京阪線改名為京都本線[2]。
- 1963年（昭和38年）6月17日：隨著京都本線延伸至河原町站，本站改名為大宮站[2]。
- 1968年（昭和43年）3月28日：大宮阪急大樓竣工。
- 1973年（昭和48年）4月1日：公司名稱變更，改名為阪急電鐵[2]。
- 2013年（平成25年）12月21日：導入車站編號[2]。

## 車站構造
本站為對向式月台2面2線的地底車站。由於不設轉轍器與絶對信號機，故被分類為停留所。開業當時對向式月台分開上車用和下車用月台。

### 月台配置
| 月台 | 路線     | 方向 | 目的地        |
| ---- | -------- | ---- | ------------- |
| 1    | 京都本線 | 上行 | 往 京都河原町 |
| 2    | 京都本線 | 下行 | 往 大阪梅田   |

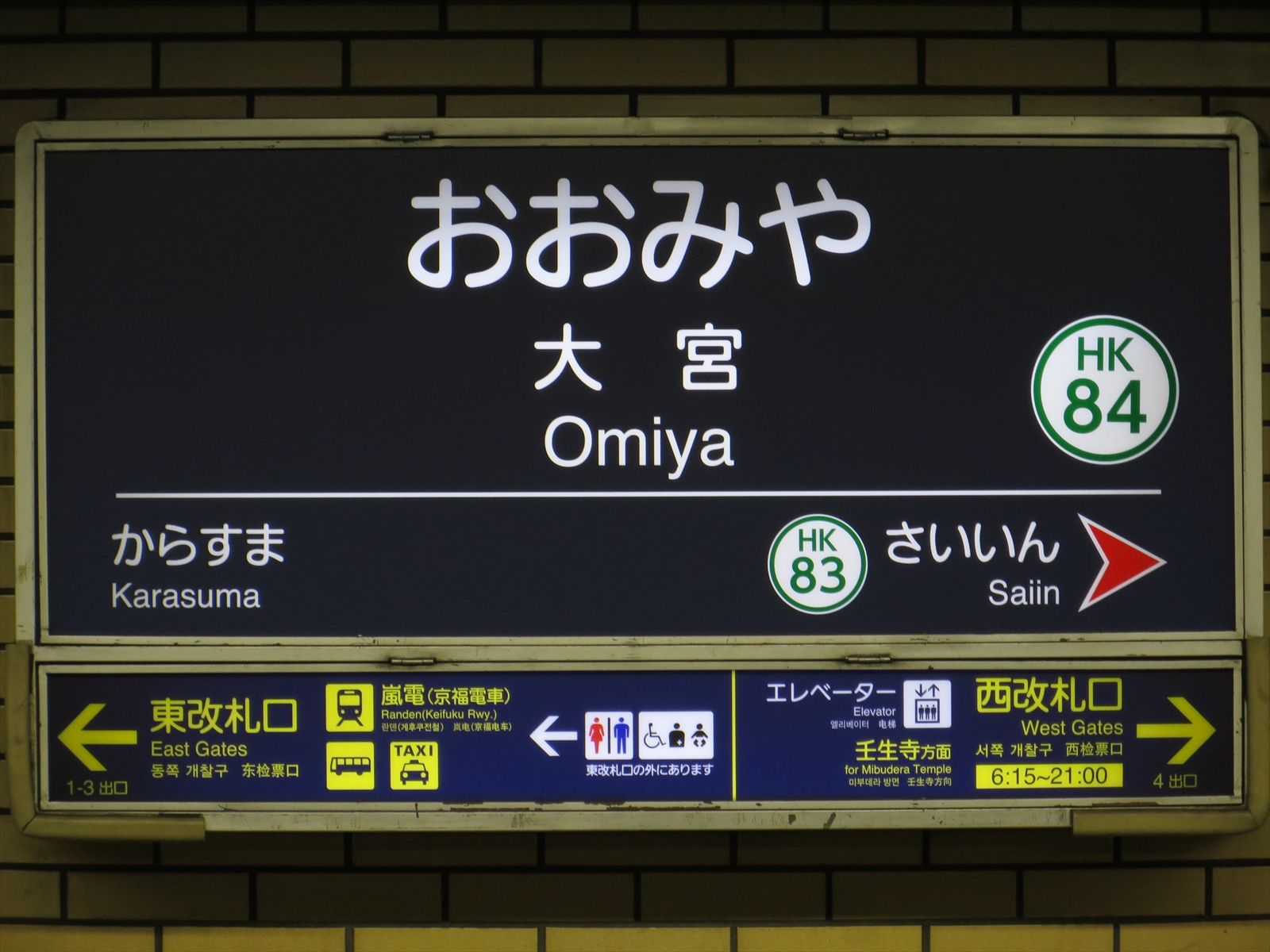
站牌標示

## 使用情況
2019年全年平均上下車人次為26,448人。阪急電鐵所有車站當中排行第29位。
近年1日平均上車、上下車人次如下表。
| 年度   | 1日平均 上車人次 | 1日平均 上下車人次 |
| ------ | ---------------- | ------------------ |
| 1995年 | 26,424           |                    |
| 1996年 | 39,287           |                    |
| 1997年 | 23,139           | 52,359             |
| 1998年 | 22,539           | 43,975             |
| 1999年 | 22,194           | 44,795             |
| 2000年 | 21,542           | 44,087             |
| 2001年 | 19,430           | 40,375             |
| 2002年 | 18,493           | 37,715             |
| 2003年 | 18,342           | 37,247             |
| 2004年 | 17,950           | 36,560             |
| 2005年 | 16,745           | 34,899             |
| 2006年 | 15,835           | 32,438             |
| 2007年 | 16,400           | 33,014             |
| 2008年 | 16,208           | 33,000             |
| 2009年 | 14,284           | 30,052             |
| 2010年 | 13,805           | 28,808             |
| 2011年 | 13,612           | 27,818             |
| 2012年 | 13,605           | 27,665             |
| 2013年 | 14,414           | 29,240             |
| 2014年 | 14,186           | 29,066             |
| 2015年 | 15,407           | 31,523             |
| 2016年 | 15,444           | 31,089             |
| 2017年 | 15,389           | 31,266             |
| 2018年 | 15,211           | 30,816             |
| 2019年 | 15,347           | 31,003             |

## 車站周邊
- 壬生寺
- 四条大宮派出所
- 京都四条大宮郵局
- 里索那銀行 四条大宮分行
- 京都銀行 大宮分行
- 餃子的王将 四条大宮店
- 京福電氣鐵道 本社
- 京都市立堀川高等學校
- 京都市立洛中小學校

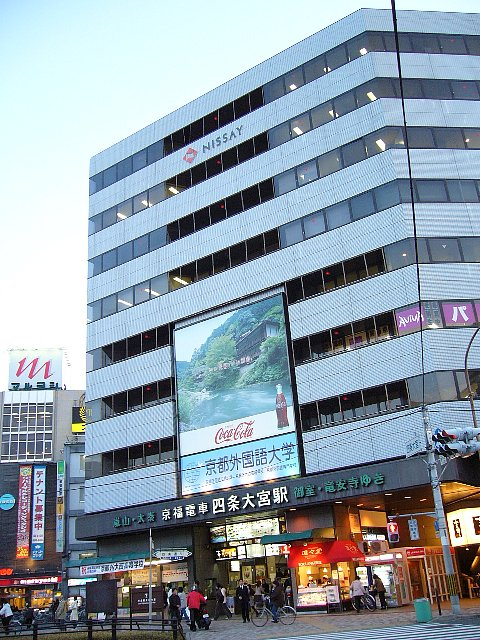
嵐電四条大宮站

- 西日本旅客鐵道（JR西日本）山陰本線（嵯峨野線） 二條站 - 徒步約15分。

## 相鄰車站
阪急電鐵
 京都本線
□快速特急A、■快速特急、■特急
通過
■通勤特急、■快速急行、■快速、■準急、■普通
西院（HK-83）－大宮（HK-84）－烏丸（HK-85）

## 外部連結
- 大宮 - 阪急電鐵